# Martha Nussbaum
Martha C. Nussbaum, född Martha Craven 6 maj 1947 i New York, är en  amerikansk filosof, sedan 1995 professor i rättsetik på juridiska fakulteten vid University of Chicago. Hon har ett särskilt intresse för antik filosofi, lag och etik och politisk feminism, och hon har bidragit flitigt till den samtida debatten om mänskliga rättigheter, utbildningens värde och djurens rätt.
Många av Nussbaums verk är presenterade utifrån ett (ny-)aristoteliskt perspektiv. Hon räknas ofta bland världens främsta nu levande filosofer, och på senare år har hon flera gånger nämnts bland möjliga kandidater till Nobelpriset i litteratur.

## Biografi

### Bakgrund och studier
Nussbaums far George Craven arbetade som advokat, medan hennes mor Betty (född Craven) var inredningsdesigner. Hon har beskrivit sin uppväxt som "vit, anglosaxisk och protestantisk elit … väldigt steril och upptagen vid pengar och status". Senare skulle hon attribuera sin otålighet med "mandarin-filosofer" och engagemang relaterat till den offentliga sektorn som ett "förkastande av min egen aristokratiska uppfostran. Jag gillar inte sånt som lyfter sig själv som en elit, oavsett om det är Bloomsburygruppen eller Derrida."
Efter två år vid Wellesley College avbröt hon studierna för teateraktiviteter i New York. Hon läste därefter teater och klassisk litteratur vid New York University, där hon 1969 avlade fil.kand. och efter det fortsatte med studier i filosofi vid Harvard University. Vid Harvard avlade hon 1971 en masterexamen och tre år senare en doktorsexamen – båda i filosofi.

### Akademisk karriär och författarskap
Därefter verkade Nussbaum under 1970- och 1980-talen som föreläsare i filosofi och den klassiska antika litteraturen vid Harvard, där hon 1982 misslyckades med att få fast anställning. Hon flyttade därefter till Brown University, där hon föreläste fram till 1995, ett år då hon istället började arbeta för University of Chicago Law School. Vid Brown University hade Nussbaum studenter som filosofen Linda Martín Alcoff och skådespelaren och dramatikern Tim Blake Nelson.
Nussbaums The Fragility of Goodness (1986), en bok med den antika grekiska etiken och den grekiska tragedin som teman, gjorde henne välkänd inom vida akademiska kretsar. Året efter nådde hon än vidare uppmärksamhet genom sin kritik av sin filosofkollega Allan Bloom och dennes bok The Closing of the American Mind.
Senare har Nussbaum (i Frontiers of Justice) skrivit mer omfattande om teorin kring global rättvisa. Hennes arbete kring förmågeansatsen (engelska: the capability approach) har ofta fokuserat kring de ojämlika friheterna och möjligheterna för kvinnor, och hon har utvecklat en egen variant av feminism som hämtat inspiration från den liberala traditionen. Nussbaums version trycker dock på att liberalismen i bästa fall för med sig ett radikalt nytänkande kring relationerna mellan könen och inom familjen.

### Nussbaums politiska filosofi
Nussbaum vänder sig, i likhet med andra nyaristoteliker och dygdetiker, emot den traditionella moralfilosofins fokus på hur vi bör handla och fokuserar istället på vilket slags liv vi bör leva. Liksom de flesta andra nyaristoteliker menar hon att målet för människans liv är självförverkligande, vilket uppnås genom att vi lever ett gott mänskligt liv.
En del andra nyaristoteliker, som Philippa Foot, har försökt ge en objektiv beskrivning av detta liv, nämligen det liv som står i överensstämmelse med det som är specifikt mänskligt (vårt förnuft och vår tendens att bilda komplexa samhällen). Nussbaum menar att vi istället bör söka svaret inom oss själva; vad anser vi är ett gott mänskligt liv? Detta gör etiken i någon mån subjektivistisk, men Nussbaum menar att det vetenskapliga projektet i sig, i alla fall som Aristoteles förstod det, också är subjektivt; det är vår strävan att förstå världen utifrån de erfarenheter och intryck vi får. Gränsen mellan moralfilosofi och vetenskap, mellan det normativa och det deskriptiva, är alltså inte så skarp som vi vanligtvis förstår den.
Många vänsterliberaler anser att statens roll är att uppnå en rättvis fördelning av samhällets resurser. Nussbaum väljer istället att tala i termer av förmågor, eller kapaciteter, något som även Amartya Sen väljer att göra. Istället för att se till att människor har en viss mängd pengar eller andra varor, eller se till att människor handlar på vissa sätt, bör staten bry sig om vad människor kan göra, vad de har förmåga till. Nussbaum menar att staten först måste se till att alla människor uppfyller en lista på grundläggande förmågor (att kunna skaffa sig tak över huvudet, att kunna skaffa sig mat med mera). Dessa definierar en tröskel för vad som överhuvudtaget ska betraktas som ett mänskligt liv, och sedan bör man försöka se till att alla skaffar sig de förmågor som är nödvändiga för ett gott mänskligt liv (utbildning, arbete, förmågan att uttrycka sig själv med mera).
Nussbaum understryker tydligt att hennes etik visserligen är subjektiv (eller "internalistisk", det vill säga att den utgår ifrån våra interna/inre föreställningar om vad som utgör ett gott mänskligt liv) men att den inte är relativistisk. Det finns, eller går att finna, en bred enighet om de förmågor som utgör ett gott mänskligt liv. Medan vi måste tillåta olika kulturer att själva finna sina uttryck för vad detta består i, har vi ingen anledning att gå med på att grundläggande krav som hälsa, utbildning och läskunnighet inte skulle vara delar av ett gott mänskligt liv. Detta gäller särskilt kvinnors rättigheter, som i vissa kulturer undertrycks under förevändning av lokala sedvänjor, utan att kvinnorna själva får komma till tals eller bilda sig en egen uppfattning i frågorna.
I boken Sex and Social Justice (2000) menar Nussbaum att feminismen och den sociala rättvisan har ett gemensamt mål. Nussbaum föreslår funktionella friheter, som en central mänsklig förmåga och del av en social rättvisa. I boken kritiserar hon också en postmodern attityd som är närsynt och glömmer att världen är ojämlik. I boken tar Nussbaum upp Catharine MacKinnons kritik av abstrakt liberalism, men hon anser samtidigt att MacKinnons kritik är rotad i en liberal tradition mer än den är en kritik av den. Nussbaum utvecklar MacKinnons och Andrea Dworkins teorier om "objektifiering" till ett koncept med sju variabler. Hon kritiserar pornografin för att per definition vara objektifierande men menar samtidigt att prostitution bör legaliseras, eftersom "tanken att vi borde straffa kvinnor med få alternativ genom att göra alternativen än färre är grotesk".

### Privatliv
Nussbaum var mellan 1969 och 1987 gift med den judisk-amerikanske filologen Alan Nussbaum, en tid varunder hon konverterade till judendomen och födde dottern Rachel. Hennes intresse för det judiska har med tiden djupnat, och 2008 avlade hon sin bat mitzva i Chicago.
Nussbaums dotter Rachel avled 2019, till följd av en infektion efter en transplantation. Vid sin död var hon en jurist inom en djurrättsorganisation. Mor och dotter hade då varit medförfattare av ett antal texter omkring djurens rätt.

## Verk (urval)
- Nussbaum, Martha; Aristotle (1985). Aristotle's De Motu Animalium: Text with Translation, Commentary, and Interpretive Essays. Princeton, N.J: Princeton University Press. ISBN 9780691020358.
- Nussbaum, Martha (1990). Love's knowledge: essays on philosophy and literature. New York: Oxford University Press. ISBN 9780195074857. https://archive.org/details/lovesknowledge00mart.
- Nussbaum, Martha; Oksenberg Rorty, Amelie (1992). Essays on Aristotle's De anima. Oxford England: Clarendon Press. ISBN 9780198236009.
- Nussbaum, Martha; Sen, Amartya (1993). The quality of life. Oxford England New York: Clarendon Press Oxford University Press. ISBN 9780198287971.
- Nussbaum, Martha (1995). Poetic justice: the literary imagination and public life. Boston, Massachusetts: Beacon Press. ISBN 9780807041093.
- Nussbaum, Martha; Glover, Jonathan (1995). Women, culture, and development: a study of human capabilities. Oxford New York: Clarendon Press Oxford University Press. ISBN 9780198289647.
- Nussbaum, Martha (1996). For Love of Country: Debating the Limits of Patriotism. Boston: Beacon Press. ISBN 9780807043134. https://archive.org/details/forloveofcountry00nuss.
- Nussbaum, Martha (1997). Cultivating Humanity: A Classical Defense of Reform in Liberal Education. Cambridge, Massachusetts: Harvard University Press. ISBN 9780674179493.
- Nussbaum, Martha (1998). Plato's Republic: The Good Society and the Deformation of Desire. Washington: Library of Congress. ISBN 9780844409511.
- Nussbaum, Martha C.; Sunstein, Cass R. (1999). Clones and clones: Facts and fantasies about human cloning. New York London: W.W. Norton. ISBN 9780393320015. https://archive.org/details/clonesclones00wwno.
- Nussbaum, Martha; Okin, Susan Moller; Cohen, Joshua; Howard, Matthew (1999). Is multiculturalism bad for women?. Princeton, New Jersey: Princeton University Press. ISBN 9780691004327. https://archive.org/details/ismulticulturali00susa. Originally an essay (pdf).
- Nussbaum, Martha (2000). Sex & social justice. Oxford New York: Oxford University Press. ISBN 9780195112108.
- Nussbaum, Martha (2000). Women and human development: the capabilities approach. Cambridge New York: Cambridge University Press. ISBN 9780521003858.
- Nussbaum, Martha (2001). The fragility of goodness: luck and ethics in Greek tragedy and philosophy (second). Cambridge, U.K. New York: Cambridge University Press. ISBN 9780521791267.
- Nussbaum, Martha (2001). Upheavals of thought: the intelligence of emotions. Cambridge New York: Cambridge University Press. ISBN 9780521531825. https://archive.org/details/upheavalsofthoug0000nuss.
- Nussbaum, Martha; Sihvola, Juha (2002). The sleep of reason: erotic experience and sexual ethics in ancient Greece and Rome. Chicago: University of Chicago Press. ISBN 9780226609157. https://archive.org/details/isbn_9780226609157.
- Nussbaum, Martha; Basu, Amriyta; Tambiah, Yasmin; Jayal, Naraja Gopal (2003). Essays on gender and governance. India: Macmillan for the United Nations Development Programme. OCLC 608384493. http://www.undp.org/content/dam/india/docs/essays_on_gender_and_governance.pdf.
- Nussbaum, Martha; Sunstein, Cass R. (2004). Animal rights: current debates and new directions. Oxford New York: Oxford University Press. ISBN 9780195305104.
- Nussbaum, Martha (2004). Hiding from humanity disgust, shame, and the law. Princeton: Princeton University Press. ISBN 9780691126258. https://archive.org/details/hidingfromhumani00mart.

- Nussbaum, Martha (2006). Frontiers of justice: disability, nationality, species membership. Cambridge, Massachusetts: The Belknap Press Harvard University Press. ISBN 9780674024106.
- Nussbaum, Martha (2007). The clash within : democracy, religious violence, and India's future. Cambridge, Massachusetts: Belknap Press of Harvard University Press. ISBN 9780674030596.
- Nussbaum, Martha (2008). Liberty of conscience: in defense of America's tradition of religious equality. New York: Basic Books. ISBN 9780465018536.
- Nussbaum, Martha (2009). The therapy of desire: theory and practice in Hellenistic ethics: with a new introduction by the author (second). Woodstock Princeton, New Jersey: Princeton University Press. ISBN 9780691141312.
- Nussbaum, Martha (2010). From disgust to humanity: sexual orientation and constitutional law. Oxford New York: Oxford University Press. ISBN 9780195305319. https://archive.org/details/fromdisgusttohum00nuss.
- Nussbaum, Martha (2010). Not for profit: why democracy needs the humanities. Princeton, N.J: Princeton University Press. ISBN 9780691140643.

- Nussbaum, Martha (2011). Creating capabilities: the human development approach. Cambridge, Massachusetts: The Belknap Press of Harvard University Press. ISBN 9780674050549.
- Nussbaum, Martha (2012). Philosophical interventions: book reviews, 1986-2011. New York: Oxford University Press. ISBN 9780199777853.
- Nussbaum, Martha (2012). The new religious intolerance: overcoming the politics of fear in an anxious age. Cambridge, Massachusetts: Belknap Press of Harvard University Press. ISBN 9780674725911.
- Nussbaum, Martha (2013). Political emotions: why love matters for justice. Cambridge, Massachusetts: The Belknap Press of Harvard University Press. ISBN 9780674724655.
- Brooks, Thom; Nussbaum, Martha C., reds (2015). Rawls's Political Liberalism. New York, NY: Columbia University Press. ISBN 978-0231149709.
- Nussbaum, Martha (2016). Anger and Forgiveness: Resentment, Generosity, Justice. New York, N.Y.: Oxford University Press. ISBN 9780199335879.
- Nussbaum, Martha Craven; Levmore, Saul (2017). Aging Thoughtfully. New York: Oxford University Press. ISBN 978-0-19-060023-5. OCLC 980431879. https://www.worldcat.org/title/980431879. Läst 29 april 2025.
- Nussbaum, Martha Craven (2018). The monarchy of fear: a philosopher looks at our political crisis. Oxford: Oxford University Press. ISBN 978-0-19-883021-4..
- Anderson, Scott. A; Nussbaum, Martha C., reds (2018). Confronting Torture: Essays on the Ethics, Legality, History, and Psychology of Torture Today. Chicago, Il: University of Chicago Press. ISBN 978-0-226-52941-7.
- Nussbaum, Martha C. (2021-09-07). The Cosmopolitan Tradition. Cambridge (Mass.) London: Belknap Press. ISBN 978-0-674-26039-9.
- Nussbaum, Martha (2021). Citadels of Pride: Sexual Abuse, Accountability, and Reconciliation. Norton. ISBN 978-1-324-02210-7.
- Nussbaum, Martha (2023). Justice for Animals: Our Collective Responsibility. Simon & Schuster. ISBN 978-1-9821-0251-7.
- Nussbaum, Martha (2024). The Tenderness of Silent Minds: Benjamin Britten and his War Requiem. Oxford: Oxford University Press. ISBN 978-0-19-756853-8.